# آرویو دوس راتوس
آرویو دوس راتوس (به پرتغالی: Arroio dos Ratos) یک منطقهٔ مسکونی در برزیل است که در ریو گرانده جنوبی واقع شده‌است. آرویو دوس راتوس ۴۲۵٫۲۱۰ کیلومتر مربع مساحت و ۱۴٬۱۷۷ نفر جمعیت دارد و ۶۹ متر بالاتر از سطح دریا واقع شده‌است.